# Franny et les Chaussures magiques
 (juillet 2017).
Si vous disposez d'ouvrages ou d'articles de référence ou si vous connaissez des sites web de qualité traitant du thème abordé ici, merci de compléter l'article en donnant les références utiles à sa vérifiabilité et en les liant à la section « Notes et références ».
Franny et les chaussures magiques (Anglais: Franny's Feet) est une série télévisée d'animation canadienne-britannique en 52 épisodes de 22 minutes créée par Cathy Moss et Susin Nielsen, produite par Decode Entertainment, et diffusée entre le 1er janvier 2004 et le 7 septembre 2011 sur TVOKids.
En France, elle a été diffusée à partir du 20 décembre 2003 sur France 5 dans l'émission Midi les Zouzous, puis rediffusée sur Piwi, et au Québec à partir du 11 janvier 2004 à Télé-Québec.

## Synopsis
Franny est une petite fille venant souvent rendre visite à son grand-père cordonnier.
Chaque jour, lorsqu'un client passe pour déposer ses chaussures, elle les essaye et découvre qu'elles sont en fait magiques !
En effet, après les avoir mises, Franny se retrouve projetée dans un monde imaginaire, peuplé de personnages et de créatures fantastiques !
Et c'est là que l'aventure commence pour elle.

## Voix québécoises
- Claudia-Laurie Corbeil : Franny
- Hubert Fielden : Grand-Père

- Version française
  - Studio de doublage : S.P.R 
  - Direction artistique : Claudine Chatel
  - Adaptation : Élizabeth Lesieur

 Source et légende : version québécoise (VQ) sur Doublage.qc.ca